# Rio Grajaú (vattendrag i Brasilien)
Rio Grajaú är ett vattendrag i Brasilien.   Det ligger i delstaten Maranhão, i den nordöstra delen av landet, 1 400 km norr om huvudstaden Brasília.
Omgivningarna runt Rio Grajaú är huvudsakligen savann. Runt Rio Grajaú är det glesbefolkat, med 11 invånare per kvadratkilometer.